# Richard Brendan Higgins

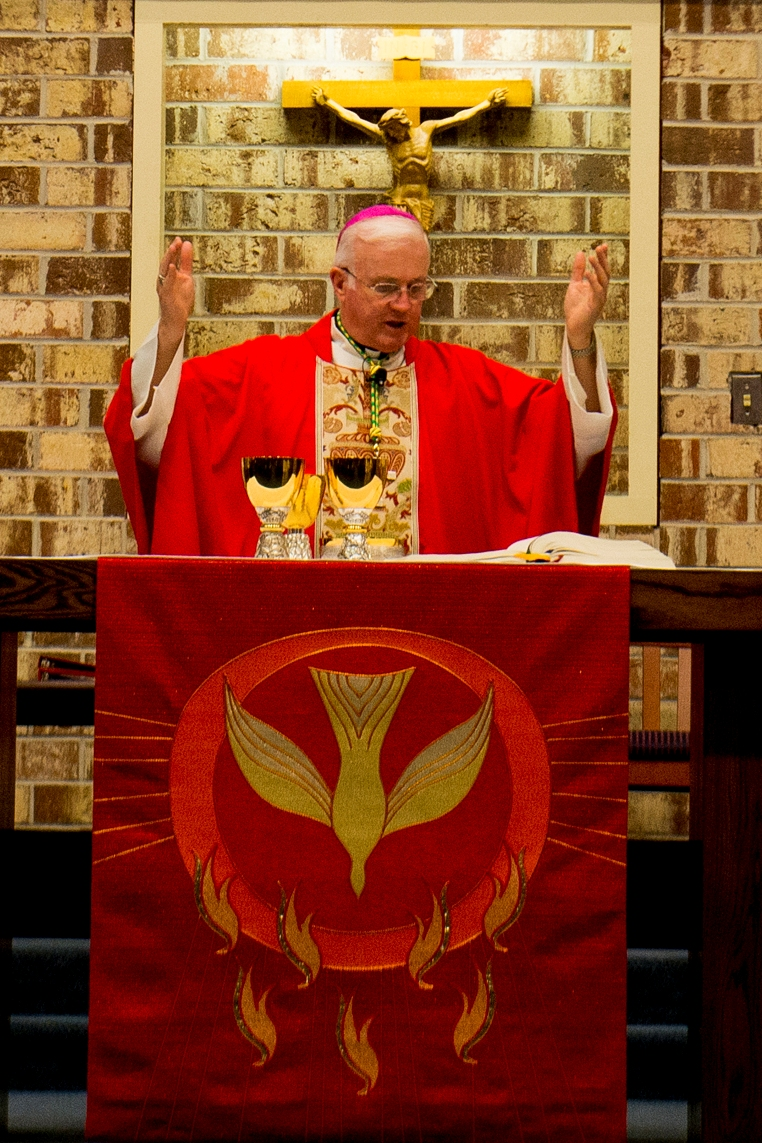
Higgins in der Chapel der Moody Air Force Base, 2013

Wappen von Richard Brendan Higgins

Richard Brendan Higgins (* 22. Februar 1944 in Longford, Irland) ist ein irisch-US-amerikanischer römisch-katholischer Geistlicher und emeritierter Weihbischof im US-amerikanischen Militärordinariat.

## Leben
Richard Brendan Higgins studierte Philosophie und Katholische Theologie in Irland und am Päpstlichen Irischen Kolleg in Rom. Er empfing am 9. März 1968 in der Lateranbasilika in Rom das Sakrament der Priesterweihe für das Bistum Sacramento. Higgins erwarb an der Päpstlichen Lateranuniversität in Rom ein Lizenziat im Fach Katholische Theologie.
Higgins war Vikar in Roseville, Kalifornien und danach in Grass Valley, Kalifornien. 1974 begann Richard Brendan Higgins seine Tätigkeit als Militärkaplan in der United States Air Force. Er war an folgenden Orten tätig: Lowry Air Force Base, Naval Air Station Keflavík, Laughlin Air Force Base, Bitburg Air Base, Malmstrom Air Force Base, Maxwell-Gunter Air Force Base, RAF Lakenheath, Pope Air Force Base, Nellis Air Force Base, Headquarters United States Air Forces Europe und Headquarters Pacific Air Forces. Zuletzt war Higgins als Kaplan an der United States Air Force Academy tätig. Am 7. März 1997 verlieh ihm Papst Johannes Paul II. den Ehrentitel Kaplan Seiner Heiligkeit (Monsignore).
Am 7. Mai 2004 ernannte ihn Papst Johannes Paul II. zum Titularbischof von Casae Calanae und bestellte ihn zum Weihbischof im US-amerikanischen Militärordinariat. Der Militärerzbischof der Vereinigten Staaten von Amerika, Erzbischof Edwin Frederick O’Brien, spendete ihm und dem mit ihm zum Weihbischof ernannten Joseph W. Estabrook am 3. Juli desselben Jahres in der Basilica of the National Shrine of the Immaculate Conception in Washington, D.C. die Bischofsweihe; Mitkonsekratoren waren der Bischof von Albany, Howard James Hubbard, und der Bischof von Sacramento, William Keith Weigand. Er trat sein Amt am 1. Oktober 2004 an. Richard Brendan Higgins war Bischofsvikar für die Veteranen. Er hat den militärischen Dienstgrad eines Colonel.
Higgins absolvierte das Air Command and Staff College und das Air War College. Er erwarb eine Verkehrspilotenlizenz und eine Fluglehrerlizenz.
Papst Franziskus nahm am 2. Januar 2020 seinen altersbedingten Rücktritt an.

## Ehrungen
- Legionnaire der Legion of Merit mit einem Eichenblatt
- Meritorious Service Medal mit sieben Eichenblättern